# Anastasios Gavrilis
Anastasios "Tasos" Gavrilis (em grego:  Αναστάσιος Γαβρίλης; 21 de dezembro de 1952) é um velejador grego, medalhista olímpico. Ele competiu nos Jogos Olímpicos de Verão de 1980 na classe Soling e conquistou a medalha de bronze, ao lado de Anastasios Bountouris e Aristidis Rapanakis.
Em 1981, Gavrilis garantiu a medalha de prata no Campeonato Mundial de Anzio junto com Bountouris e Rapanakis.